# Жак Фаталиста и неговият господар
„Жак Фаталиста и неговият господар“ (на френски: Jacques le fataliste et son maître) е роман на френския философ и писател Дени Дидро, написан в периода 1765 – 1780 г. Първото френско издание е публикувано след смъртта на автора през 1796 г., но преди това романът придобива популярност в Германия, благодарение на частичния превод на Гьоте от 1785 г. Първоначалната идея за романа е от 1765 г., но редактирането продължава от 1771 г. до 1783 г., текстът е публикуван в „Correspondance littéraire“, разделен на 15 части от ноември 1778 г. до юни 1780 г., към които се добавят две серии с продължения през юли 1780 г. и април 1786. Публикувана е в една книга чак в 1796 г., но версията от „Correspondance littéraire“ вече е позволила на Шилер да преведе текста през март 1785 г.

## Сюжет
Внимание:  Текстът по-долу разкрива сюжета на произведението (или части от него)!
Основната тема на романа е пътешествието на Жак и неговия господар, чието име Дидро не споменава. Пътешествието на двамата герои е безцелно и в края на краищата се оказва условно, както са условни и образите на самите герои. Тази условност, непрестанно подчертавана и иронизирана от Дидро, се превръща в претекст за многобройните разкази и истории, възпроизвеждани от Жак и от други герои. За да разсее скуката от дългото пътуване, господарят принуждава Жак да разкаже за своите любовни приключения. Разказите на Жак биват непрестанно прекъсвани от появата на други герои и различни комични ситуации. Другите герои също разказват своите истории, които на свои ред биват прекъснати от различни случки.
Въпреки че пародира традиционната структура на ренесансовия и на просвещенски роман, Дидро все пак използва елементи на фабулната занимателност: читателят е въведен в романа, когато Жак започва да разказва историята на голямата си любов, но разказът му непрекъснато се прекъсва и възобновява и това насочва интереса към него. Игривото виртуозно повествование се разпада на няколко самостоятелни новели, които не са лишени от дъха на фриволна еротика (например разказът за сексуалното „посвещение“ на младежа Жак, новелата за жената на хлебаря от улица Университетска и други).
Най-разгърната е новелата за маркиз де з’Арси и мадам дьо ла Помре, разказана от ханджийката пред Жак и неговия господар. Тя съдържа занимателността на анекдотичното, но същевременно и разбирането на Дидро за естествената добродетел, коренно различно от предразсъдъците на съсловно-аристократическия морал. Показвайки отношенията между маркиз де з’Арси и госпожица д’Енон, Дидро внушава своето разбиране за възпитанието на чувствата. Според него любовта се изгражда, тя трябва да се основава па почтеността и взаимното уважение, а не на честолюбие и кастови предразсъдъци. Именно от такова гледище отмъщението на мадам дьо ла Помре претърпява провал вместо да уязви самолюбието на маркиза честолюбивата му любовница съдейства за семейното му щастие е набраната от самата нея девойка. Твърде неканоничен и смел е и сюжетът на тази новела. Любовта между аристократ и бивша куртизанка, увенчана от щастлив брак. Новелата му е връх на иронично-пародийната му виртуозност разказът е прекъсван не само от Жак и неговия господар, но и от слугите на ханджийката, които я търсят по неотложни домакински работи. Това създава неповторимата тоналност на новелата, в коя¬то освен пародийната струя се долавя и гротеската, възникнала от контраста между възвишено и делнично-битово. Във философски аспект „Жак Фаталиста и неговият господар“ има допирни точки с „Кандид“ на Волтер. Неслучайно героят на Дидро е наречен от него фаталист. И Жак, подобно на Панглос, счита, че всичко е написано предварително върху „великия свитък“ и всякаква съпротива срещу предначертанията на съдбата е безсмислена. Но докато Волтер стига до сарказъм и яростна гротеска в отрицанието си, Дидро остава в рамките на иронично-пародийния си стил. Жак е псевдофаталист, неговата вяра в предначертанията на съдбата е клише, а характерът му, доколкото е разкрит, е действен и находчив. Героят прилича повече на Кандид, отколкото на Панглос. Жак Изповядва егоизъм и равнодушие, но се бунтува против несправедливостта. Също като Дидро, сърцето му спори с идеите, непобедимият инстинкт го кара да вярва в доброто, в душевната щедрост и в чувството, докато хладният му разум предпочита материалистичната философия.
Дидро не крие, че любовната история на Жак е заимствана от романа на Лорънс Стърн „Животът и възгледите на „Тристрам Шенди“. „Жак Фаталиста и неговият господар“ е пародия не само на просвещенския роман на Стърн, но и на ренесансовия роман и на традиционния му „сдвоен“ персонаж – господар—слуга. В този смисъл структурата на романа е много по-близка до „Дон Кихот“ на Сервантес, от колкото до „Сантиментално пътешествие“ на Стърн. Можем да възприемем ситуацията в романа – двамата герои, господар и слуга, които пътуват и преживяват различни приключения.
Изключително оригинална е и композицията на романа: повествователят е този, който направлява съдбата на Жак, и той непрестанно предоставя на читателя избора на различни събитийни варианти. За Дидро следователно провиденциализмът е равнозначен на случайното стечение на обстоятелствата, а той иронизира и двете разбирания.

## Литературно значение и изследвания
Изследователите на Дидро го обвиняват в плагиатство, като поставят на преден план силните сходства на неговия роман, с текстовете на Рабле и Лорънс Стърн. Отбелязана е вулгарността и сексуалната линия в текста. От друга страна, книгата прави силно впечатление на немските романтици, които се запознават с нея значително по-рано от френския читател. Шилер превежда и издава романа на немски. След като прочита текста в ръкопис, Гьоте заявява, че той е „много тънко и изящно ястие“. Шлегел коментира романа в своите критически статии, като го определя за еталон на остроумието, а Стендал, въпреки че отбелязва недостатъците на творбата, го определя като отличен труд. Изследователите на 20 в. Лео Шпитцер и Робърт Лой разглеждат романа, като ключова творба, последвала традицията на Рабле и Сервантес, като се фокусират върху разнообразието в стила на писане, отколкото в разрешаване на сложни философски проблеми.

## Цитати
- „Никому не ще дойде наум да прави от вашата мъка изводите, които би извлякъл от вашата радост. Ние прощаваме нещастието.“
- „Не обичам да говоря за живите, защото така от време на време човек се излага на опасността да се черви и за доброто, и за лошото, което е казал за тях; за доброто, което след това развалят; за лошото, което поправят.“
- „Каквото и да каже човек на този свят, почти никога не го разбират така, както го е казал, но още по-лошо е, че каквото и да направи, то почти никога не се възприема така, както е направено.“
- „Най-трудно от всичко прощаваме достойнствата на другия.“
- „Не зная какво друго са принципите освен правила, които човек предписва на другите в свой интерес.“
- „Първата клетва между две същества от плът и кръв била разменена в подножието на една скала, която се разпаднала на прах. Те призовавали като свидетел на своята вярност небето, което всеки миг е различно. Всичко в тях и около тях се меняло, а те си мислели, че сърцата им са чужди на всякакви превратност. О, деца! Вечно деца!...”
- „Едно от неудобствата на нищетата е недоверието, което тя внушава. Бедните се страхуват да не станат досадни.“
- „Най-тъжното нещо на този свят е да бъдеш глупак.“
- „Човек проявява истински интерес само към онова, което смята за вярно.

## Адаптации
Телевизионна адаптация на Пиер Кардинал излъчена през 1963 г., с участието на Жан Паредс, Жак Кастел, Мадлин Рено, Клод Генсак и Мари Дюбоа.
Драматургична адаптация под името „Жак и неговият господар“ на Милан Кундера от 1981 г. Кундера отчита, че романът на Дени Дидро е основополагащ за своя жанр.
Телевизионна адаптация, режисирана от Клод Сантели, представена на 19 декември 1984 г., с участието на Патрик Чеснай, Гай Трейан, Франсоа Периер, Анри Врилойо.
Драматургична адаптация на Франсис Хустер под името „Royal Suite“, представена през 1992 г., в театър „Marigny“.
Адаптация на „Жак Фаталиста“ на френския режисьор Антоан Дюше излъчена през 1993 г., с участието на Серж Риабокин, Джоел Демарти и др.
„Тектониката на чувствата“ на Ерик-Еманюел Шмит е частично вдъхновени от „Жак фаталиста и неговият господар“.